# Sisyrinchium palustre
Sisyrinchium palustre är en irisväxtart som beskrevs av Friedrich Ludwig Diels. Sisyrinchium palustre ingår i släktet gräsliljor, och familjen irisväxter. Inga underarter finns listade i Catalogue of Life.